# Amlaíb Conung
Amlaíb Conung (m. 875) (nórdico antiguo: Óláfr) fue un caudillo hiberno-nórdico de Irlanda y Escocia en la segunda mitad del siglo IX. Aparece mencionado en los anales irlandeses contemporáneos junto a sus hermanos Ivar y Auisle, los tres considerados reyes vikingos (nórdico antiguo: konungr) del reino de Dublín, hipotéticamente hijos de Gofraid de Lochlann.
Se ha vinculado Amlaíb con la figura de Olaf el Blanco que aparece en Landnámabók y otras sagas islandesas. Los anales irlandeses y los Anales fragmentarios de Irlanda son bastante más antiguos y en algunos aspectos se contradicen con los islandeses y citan poco sobre los vínculos familiares.

## Historia
Los Anales de Ulster informan de la llegada de Amlaíb a Irlanda en 853:
Amlaíb, hijo del rey de Lochlann [Laithlinde], llegó a Irlanda, y los extranjeros de Irlanda se subyugaron a él, y tomó tributo de los irlandeses.
Los anales fragmentarios amplían la información:
También ese año, el sexto año del reinado de Máel Sechlainn, Amlaíb Conung, hijo del rey de Lochlann, llegó a Irlanda, y trajo consigo la proclamación de muchos impuestos y tributos de su padre, y marchó repentinamente. Entonces su hermano menor Ímar llegó tras él, y trajo consigo el mismo tributo.
También, según los Anales fragmentarios de Irlanda participó en múltiples campañas con su hermano Ivar antes de regresar a Lochlann para ayudar a su padre en una guerra que sostuvo hacia 871, y tras esta cita, desaparece de los anales históricos. Según la Crónica de los Pictos, murió hacia 874 durante una campaña contra Constantino I de Escocia:
...tras dos años Amlaib, con su gente, arrasó Pictavia, permaneció allí del 1 de enero hasta la fiesta de San Patricio [17 de marzo]. De nuevo regresa Amlaíb al tercer año, mientras recogía el tributo, fue asesinado por Constantino. Poco tiempo después se libro la batalla al XIV año en Dollar, entre daneses y escoceses, los escoceses fueron aniquilados en Atholl. Los escandinavos pasaron un año entero en Pictavia.

## Herencia
Olaf el Blanco casó con Aud la Sabia, hija de Ketil Nariz Chata y tuvieron un hijo, Thorstein el Rojo Los Anales de Ulster [875] hablan de Oistín (refiriéndose a Thorstein):
Oistín hijo de Amlaíb, rey de los escandinavos, fue traicionado y muerto por Albann.
Aunque Aud no aparece en las fuentes irlandesas, este es uno de los argumentos que sustenta la teoría que Olaf y Amlaíb son la misma persona.
Los anales fragmentarios mencionan a Amlaíb Conung como yerno de Áed Finnliath mac Néill. También se cita a «la hija de Cináed», como esposa de Amlaíb, lo que sugiere que los vínculos con Áed es posiblemente un error, y que la esposa de Amlaíb era hija de Cináed mac Conaing, que murió ahogado por Máel Sechnaill en 851.
Otra teoría es que se trate de Cináed mac Ailpín (o Kenneth I de Escocia), y comportaría que Amlaíb era cuñado de su asesino Constantino I, un hijo de Kenneth.
Los hijos de Amlaíb podrían ser Carlus, muerto en la batalla de Cell ua nDaigri en 868, luchando junto a Flann mac Conaing, hermano y sucesor de Cináed, que sugiere era suegro de Amlaíb. Por lo tanto, es probable que Carlus estuviera luchando junto a sus parientes maternos, y Oistín que murió en 875 "por un engaño de Halfdan."